# Huyết áp trung bình
Trong y học, huyết áp trung bình (viết tắt là HAtb; tiếng Anh: Mean arterial pressure, viết tắt là MAP) là huyết áp động mạch của một người trong một chu kỳ tim lấy trung bình. HAtb bị thay đổi bởi cung lượng tim và sức cản hệ mạch.

## Đo huyết áp trung bình

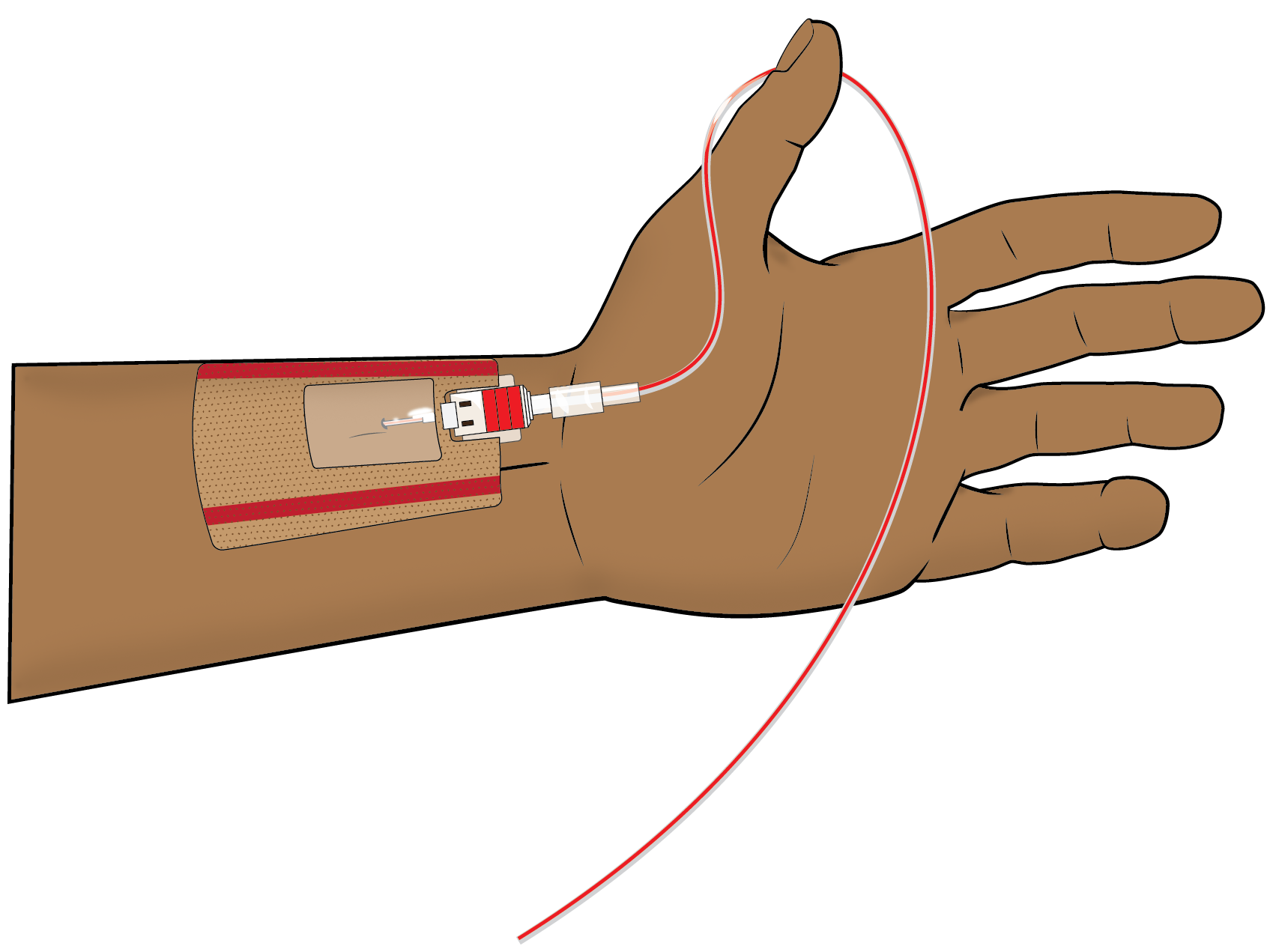
Catheter động mạch

Huyết áp trung bình được đo trực tiếp hoặc xác định bằng công thức. Cách đo ít xâm lấn nhất là sử dụng một máy đo huyết áp để đưa các giá trị tính huyết áp trung bình. Một cách đo tương tự là sử dụng một thiết bị đo huyết áp sử dụng vòng bịt mà một vi xử lý đua ra giá trị huyết áp tối đa và huyết áp tối thiểu.

## Cách tính
HAtb chỉ có thể đo một cách trực tiếp bằng phương pháp xâm lấn. Có thể tính HAtb bằng cách sử dụng công thức: huyết áp tâm trương nhân 2 và cộng với huyết áp tâm thu, sau đó lấy kết quả chia cho 3.

### Nhịp tim bình thường
Công thức phổ biến nhất để tính huyết áp trung bình là:
{\displaystyle HAtb=HATTr+1/3(HATT-HATTr)=(HATT+2\times HATTr)/3}
trong đó:
- HATTr = huyết áp tâm trương.
- HATT = huyết áp tâm thu.
- HAtb = huyết áp trung bình.

Ví dụ, huyết áp đo được là 120/80 mmHg, HATT là 120 mmHg, HATTr là 80 mmHg, HAtb là (120+2×80)/3 = 93 mmHg.
Cách tính áp lực mạch (PP): lấy HATT trừ HATTr.

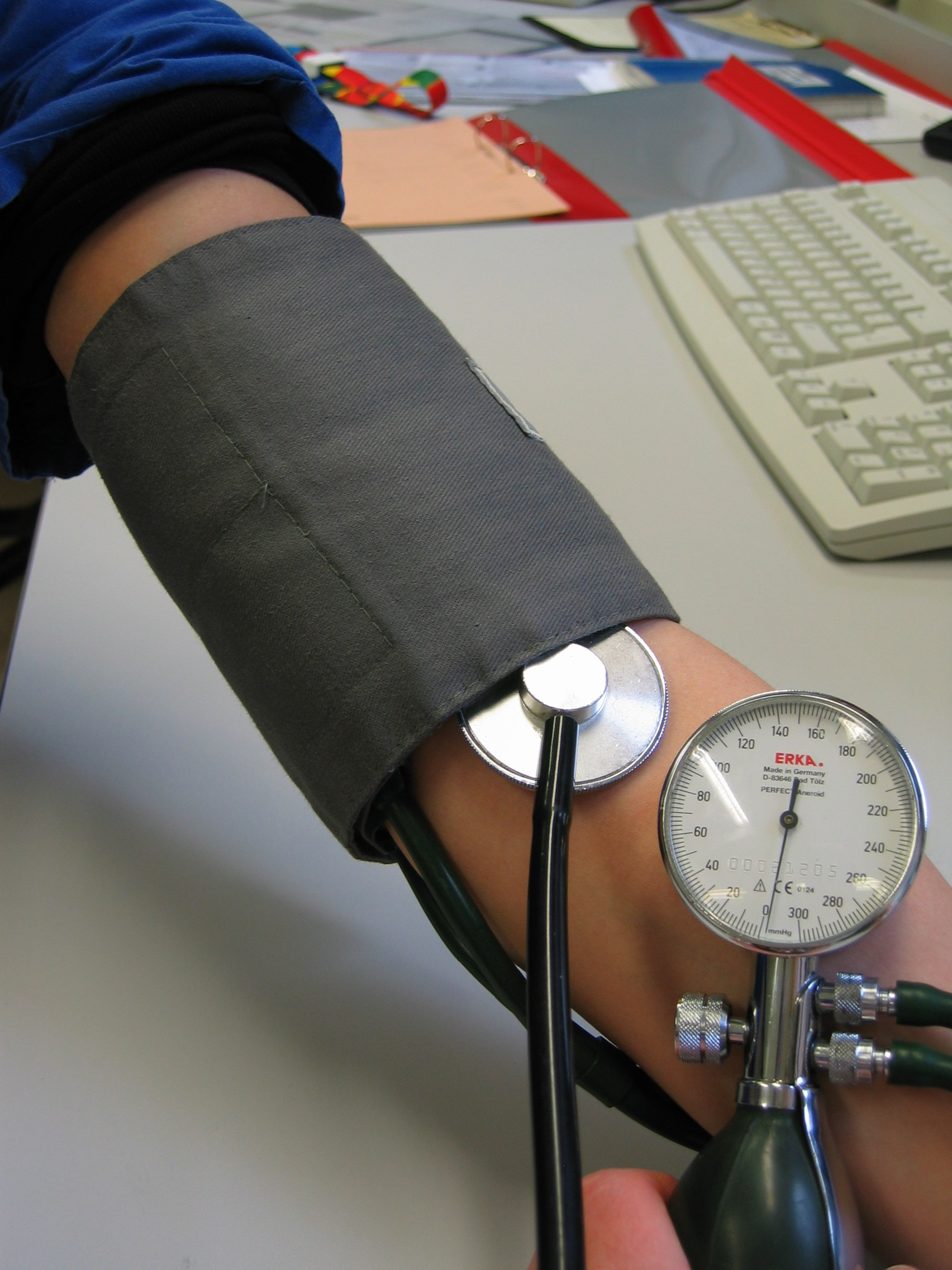
Đo huyết áp bằng máy cơ

Một cách khác để tìm HAtb là sử dụng công thức sức cản mạch hệ thống ({\displaystyle R}), được biểu diễn bằng toán học theo công thức:
{\displaystyle R=\Delta P/Q}
trong đó:
- {\displaystyle \Delta P} là sự thay đổi áp suất trong tuần hoàn hệ thống từ điểm đầu đến điểm cuối
- {\displaystyle Q} là lưu lượng máu qua hệ mạch (bằng với cung lượng tim).

Viết cách khác:
{\displaystyle SVR=(MAP-CVP)/CO}
Biến đổi tương đương phương trình trên, ta có cách tính huyết áp trung bình:
{\displaystyle MAP=(CO\times SVR)+CVP}
trong đó:
- {\displaystyle CO} là cung lượng tim.
- {\displaystyle SVR} là sức cản mạch hệ thống.
- {\displaystyle CVP} là áp lực tĩnh mạch trung tâm và thường đủ nhỏ để có thể bỏ qua trong công thức này.[6]
- {\displaystyle MAP} là HAtb.

Cách tính trên chỉ có giá trị khi nhịp tim bệnh nhân ở trạng thái nghỉ ngơi bình thường khi mà HAtb được tính gần đúng dựa vào HATT và HATTr.

### Nhịp tim nhanh
Ở nhịp tim nhanh HAtb gần đúng hơn với giá trị trung bình cộng của HATT và HATTr do sự thay đổi áp lực mạch.
Công thức tính HAtb chính xác hơn khi nhịp tim tăng cao:
{\displaystyle MAP\simeq DP+0.01\times \exp(4.14-40.74/HR)\times PP}
Trong đó:
- HR = nhịp tim.
- DP = HATTr
- MAP = HAtb
- PP = áp lực mạch = giá trị HATT trừ HATTr[10]

### Bệnh nhân trẻ
Đối với những bệnh nhân trẻ mắc bệnh tim bẩm sinh, công thức chính xác là:
{\displaystyle MAP=DBP+(0.475\times PP)}
Trong đó
- DBP = HATTr
- MAP = HAtb
- PP = áp lực mạch

### Trẻ sơ sinh
Đối với trẻ sơ sinh, do sinh lý học có sự khác biệt với người lớn, một công thức khác được đề xuất để tính HAtb chính xác hơn:
{\displaystyle MAP=DBP+(0.466\times PP)}
trong đó:
- DBP = HATTr
- MAP = HAtb
- PP = áp lực mạch

Khi đọc số đo từ catheter động mạch quay của trẻ sơ sinh, HAtb có thể được tính gần đúng bằng cách lấy trung bình cộng của HATT và HATTr.

### Các công thức khác
Các công thức khác được sử dụng để tính huyết áp động mạch trung bình là:
{\displaystyle MAP=DBP+0.33(PP+5)}
hoặc
{\displaystyle MAP=DBP+[0.33+(0.0012\times HR)]\times PP}
hoặc
{\displaystyle MAP=DAP+PP/3}
hoặc
{\displaystyle MAP=DAP+PP/3+5mmHg}
trong đó:
- DBP = HATTr
- DAP = huyết áp động mạch chủ kỳ tâm trương
- MAP = HAtb
- PP = áp lực mạch

## Ý nghĩa lâm sàng
| Mức độ             | HAtb trong 24 giờ |
| ------------------ | ----------------- |
| Bình thường        | <90 mmHg          |
| Huyết áp cao       | 90 đến <92 mmHg   |
| Tăng huyết áp độ 1 | 92 đến <96 mmHg   |
| Tăng huyết áp độ 2 | >96 mmHg          |

HAtb được coi là áp lực tưới máu của các cơ quan trong cơ thể. HAtb lớn hơn 70 mmHg được cho là đủ để duy trì hoạt động sống của các cơ quan của một người bình thường. HAtb thường nằm trong khoảng từ 65 đến 110 mmHg.

### Huyết áp thấp
Ở những bệnh nhân bị nhiễm trùng huyết, liều lượng thuốc vận mạch được điều chỉnh dựa vào HAtb ước tính.
HAtb 50 mmHg xảy ra trong 1 phút sẽ làm tăng 5% nguy cơ tử vong, có thể dẫn đến suy tạng hoặc gây biến chứng. HAtb có thể được sử dụng giống như HATT trong theo dõi và điều trị huyết áp theo mục tiêu. Cả hai phương pháp trên đều được chứng minh là thuận lợi trong việc theo dõi diễn biến nhiễm trùng huyết, chấn thương nặng, đột quỵ, chảy máu nội sọ. Nếu HAtb giảm xuống dưới huyết áp mục tiêu trong một thời gian đủ lâu, các cơ quan quan trọng sẽ không nhận được đủ oxy tưới máu, trở nên thiếu oxy. Đây là tình trạng thiếu máu cục bộ (nhồi máu cục bộ).

### Tăng huyết áp
Khi HAtb trong 24 giờ cao, nguy cơ xảy ra các biến cố tim mạch bất lợi cũng tăng theo. HAtb là kết quả của HATT và HATTr trong việc quản lý và điều trị tăng huyết áp, do đó có thể đánh giá để đảm bảo duy trì tưới máu cho các cơ quan.